# John O'Leary
Pour les articles homonymes, voir O'Leary.
John O'Leary (1830-1907) est un poète irlandais. Il étudie le droit et la médecine mais n'est pas diplômé, et il est emprisonné au XIXe siècle pour ses idées politiques.
Il inspire le grand poète Irlandais William Butler Yeats: "It was through the old fenian poet John O'Leary i found my themes"

## Travaux
- Young Ireland: The Old and the New (1885)
- Recollections of Fenians and Fenianism (1896)

## Sources
- Dr. Mark F. Ryan, Fenian Memories, Edited by T.F. O'Sullivan, M. H. Gill & Son, LTD, Dublin, 1945
- John O'Leary, Recollections of Fenians and Fenianism, Downey & Co., Ltd, London, 1896 (Vol. I & II)
- Leon Ó Broin, Fenian Fever: An Anglo-American Delemma, Chatto & Windus, London, 1971,  (ISBN 0 7011 1749 4).
- Ryan, Desmond. The Fenian Chief: A Biography of James Stephens, Hely Thom LTD, Dublin, 1967
- Four Years of Irish History 1845-1849, Sir Charles Gavan Duffy, Cassell, Petter, Galpin & Co. 1888.
- Christy Campbell, Fenian Fire: The British Government Plot to Assassinate Queen Victoria, HarperCollins, London, 2002,  (ISBN 0 00 710483 9)
- Owen McGee, The IRB: The Irish Republican Brotherhood from The Land League to Sinn Féin, Four Courts Press, 2005,  (ISBN 1 85182 972 5)
- Speeches From the Dock, or Protests of Irish Patriotism, by Seán Ua Cellaigh, Dublin, 1953